# Pokémon
 Der er for få eller ingen kildehenvisninger i denne artikel, hvilket er et problem. Du kan hjælpe ved at angive troværdige kilder til de påstande, som fremføres i artiklen.

|  | For Pokémon-kortspil se Pokemon TCG |
Pokémon (japansk: ポケットモンスター Pocket Monsters, eller bare ポケモン Pokémon) er et japansk medie-franchise skabt i 1996 af den japanske spiludvikler Satoshi Tajiri efter længere tids udvikling hos spilfirmaet Game Freak.
Pokémon-franchiset bestod i første omgang af videospil udgivet til Nintendo's spillekonsoller, men undervejs udviklede det sig til et verdensomspændende, kulturelt fænomen, som nu indbefatter både videospil, spillekort, en Anime-tegnefilmsserie, manga-bøger, musik og meget andet. Navnet Pokémon er en sammentrækning af ordet "Pocketmonster". 
Franchiset ejes af The Pokémon Company, som består af virksomhederne Game Freak, Nintendo, og Creatures, Inc.. Game Freak er virksomheden, der skabte Pokémon-spillene og som til dags dato stadig udvikler spillene i hovedserien. Nintendo er udgiveren af spillene og har til tider hjulpet med udviklingen af spillene. Creatures, Inc. står for udvikling af 3D modeller, Spin-off-spil, grafisk design og har desuden også en hånd med i udviklingen af Pokémon-spillekortene.

## Koncept
Konceptet i videospillene går ud på at fange så mange som muligt af disse Pokémon, nogle eventyrlige væsner som oftest er tegnet efter virkelige dyr eller planter, mens man forbedrer sine evner som Pokémon-træner og bruger sine Pokémon til at dyste mod andre Pokémon-trænere. Undervejs har man mulighed for at teste sine evner ved at dyste mod såkaldte "Pokémon Gym Leaders" for at vinde emblemer man kan bruge i en "Pokémon Liga". Vinder man denne liga har man som hovedregel gennemført spillet, men har efterfølgende mulighed for at fange flere Pokémon, klare hemmelige missioner eller udforske områder man ikke tidligere havde haft mulighed for at udforske. Det endelige mål med spillene er at fange alle Pokémon så man kan udfylde sit "Pokédex", som er et slags register man bruger til at finde information om hver enkelt Pokémon.
Pokémon-verdenen er baseret på den virkelige verden, Jorden, men beskrives som et "meget miljøvenligt samfund" fordi at mange byer er omgivet af skove, Pokémon kan bruges som befordring i stedet for køre- og fartøjer, fx ved hjælp af Fly og Surf.
Pokémon kan se ud på vidt forskellige måder og er samtidig også opdelt i bestemte typer eller 'elementer'. Eksempelvis kan en Pokémon tilhøre 'vand'- eller 'stenelementet'. 
Udover Pokémon findes menneskene også i historierne om Pokémon. Mennesker og Pokémon har levet side om side i tusindvis af år og har knyttet stærke bånd til hinanden. Mange mennesker vælger derfor at blive Pokémon-trænere. Disse forsøger ofte, sammen med de Pokémon de selv har fanget, at blive anerkendt som gode trænere ved at besejre andre Pokémon-trænere. Måden man besejrer andre Pokémon-trænere på, er at lade sin egen Pokémon kæmpe mod modstanderens. Ved at benytte de træk ens egen Pokémon har lært, kan man få modstanderens Pokémon til at besvime. Den træner, der først gør modstanderens Pokémon ude af stand til at kæmpe, vinder dysten. Som Pokémon-træner er der masser af muligheder for at blive udfordret og vise sit værd. Der findes såkaldte "Pokémon Gyms", på dansk blev disse oversat til Styrkecentre i gamle tider, og Sale i nyere tider, hvor lederne af disse som hovedregel har specialiseret sig indenfor et specifikt element af Pokémon.
Man skal ikke nødvendigvis tvinges til at dyste med sine Pokémon og kæmpe mod andre trænere; nogle vælger også at bruge deres Pokémon på andre måder – Brock er for eksempel Pokémon-Opdrætter og May Pokémon-Koordinator.
Andre mennesker vælger at arbejde med Pokémon på helt andre måder, eksempelvis mere teoretisk. Der findes mange Pokémon-Professorer, såsom Professor Oak, Professor Rowan og Professor Kukui.

## Videospillene
Pokémon består primært af en serie af videospil udgivet til Nintendos spillekonsoller, og er udviklet i samarbejdet mellem Nintendo, Creatures Inc. og Game Freak.
I videospillene er spilleren et menneske, der skal forsøge at blive den bedste Pokémon-træner nogensinde. Videospillene finder sted i forskellige Pokémon-Regioner, ligesom udvalget af Pokémon også vokser i takt med at nye spil udgives.

### Generationer
Alle spil er opdelt i forskellige 'generationer'. Disse generationer er en kronologisk opdeling efter spillenes udgivelse og indeholder mere eller mindre de samme karakterer, Pokémon og en samlet 'historie' der skal gennemføres. Hver generation har også det til fælles at spillene under en given  generation er lavet til at kunne interagere med hinanden, hvilket sammenlagt gør dem til en del af den generation. Hovedserien af Pokémon-spil samt alle andre 'spin-off-spil', anime-tegnefilmen, manga-bøgerne, og kortspillene bliver alle opdateret med de nyeste elementer som bliver introduceret for hver generation. Bestemte Pokémon fra nyere spil bliver vist frem i TV-serien eller filmene måneder, eller i særlige tilfælde år, inden at de spil de blev lavet til udkommer. 
Den allerførste generation, der samtidig startede hele Pokémon verdensfænomenet, begyndte i Japan i 1996 med udgivelsen af videospillene Pokémon Red og Pokémon Green på Nintendos Game Boy-konsol. Siden er der kommet 8 generationer yderligere, hvor hver generation som hovedregel er lavet til de på daværende tidspunkt nyeste spillekonsoller.

### Liste over hovedserie-spil
| Generation                | Titel                                           | System           | Udgivelsesdato                                                                              |
| ------------------------- | ----------------------------------------------- | ---------------- | ------------------------------------------------------------------------------------------- |
| Generation I 1996–1999    | Pocket Monsters: Red og Green                   | Game Boy         | 27. februar 1996JP                                                                          |
| Generation I 1996–1999    | Pocket Monsters: Blue                           | Game Boy         | 15. oktober 1996JP                                                                          |
| Generation I 1996–1999    | Pokémon Red og Blue                             | Game Boy         | 28. september 1998NA 23. oktober 1998AUS 5. oktober 1999EU                                  |
| Generation I 1996–1999    | Pokémon Yellow                                  | Game Boy         | 12. september 1998JP 19. oktober 1999NA 3. september 1999AUS 16. juni 2000EU                |
| Generation II 1999–2002   | Pokémon Gold og Silver                          | Game Boy Color   | 21. november 1999JP 13. oktober 2000AUS 14. oktober 2000NA 6. april 2001EU 23. april 2002KO |
| Generation II 1999–2002   | Pokémon Crystal                                 | Game Boy Color   | 14. december 2000JP 29. juli 2001NA 30. september 2001AUS 2. november 2001EU                |
| Generation III 2002–2006  | Pokémon Ruby og Sapphire                        | Game Boy Advance | 21. november 2002JP 18. marts 2003NA 3. april 2003AUS 25. juli 2003EU                       |
| Generation III 2002–2006  | Pokémon FireRed og LeafGreen                    | Game Boy Advance | 29. januar 2004JP 7. september 2004NA 23. september 2004AUS 1. oktober 2004EU               |
| Generation III 2002–2006  | Pokémon Emerald                                 | Game Boy Advance | 16. september 2004JP 30. april 2005NA 9. juni 2005AUS 21. oktober 2005EU                    |
| Generation IV 2006–2010   | Pokémon Diamond og Pearl                        | Nintendo DS      | 28. september 2006JP 22. april 2007NA 21. juni 2007AUS 27. juli 2007EU 14. februar 2008KO   |
| Generation IV 2006–2010   | Pokémon Platinum                                | Nintendo DS      | 13. september 2008JP 22. marts 2009NA 14. maj 2009AUS 22. maj 2009EU 2. juli 2009KO         |
| Generation IV 2006–2010   | Pokémon HeartGold og SoulSilver                 | Nintendo DS      | 12. september 2009JP 4. februar 2010KO 14. marts 2010NA 25. marts 2010AUS 26. marts 2010EU  |
| Generation V 2010–2013    | Pokémon Black og White                          | Nintendo DS      | 18. september 2010JP 4. marts 2011EU 6. marts 2011NA 10. marts 2011AUS 21. april 2011KO     |
| Generation V 2010–2013    | Pokémon Black 2 og White 2                      | Nintendo DS      | 23. juni 2012JP 7. oktober 2012NA 11. oktober 2012AUS 12. oktober 2012EU                    |
| Generation VI 2013–2016   | Pokémon X og Y                                  | Nintendo 3DS     | 12. oktober 2013HV                                                                          |
| Generation VI 2013–2016   | Pokémon Omega Ruby og Alpha Sapphire            | Nintendo 3DS     | 21. november 2014JP, NA, AUS 28. november 2014EU                                            |
| Generation VII 2016–2019  | Pokémon Sun og Moon                             | Nintendo 3DS     | 18. november 2016JP, NA, AUS 23. november 2016EU                                            |
| Generation VII 2016–2019  | Pokémon Ultra Sun og Ultra Moon                 | Nintendo 3DS     | 17. november 2017HV                                                                         |
| Generation VII 2016–2019  | Pokémon: Let's Go, Pikachu! og Let's Go, Eevee! | Nintendo Switch  | 16. november 2018HV                                                                         |
| Generation VIII 2019–2022 | Pokémon Sword og Shield                         | Nintendo Switch  | 15. november 2019HV                                                                         |
| Generation VIII 2019–2022 | Pokémon Brilliant Diamond og Shining Pearl      | Nintendo Switch  | 19. november 2021HV                                                                         |
| Generation VIII 2019–2022 | Pokémon Legends: Arceus                         | Nintendo Switch  | 28. januar 2022HV                                                                           |
| Generation IX 2022–nu     | Pokémon Scarlet og Violet                       | Nintendo Switch  | 18. november 2022HV                                                                         |

### Andre spil
Udover spillene i 'hovedserien' er der også udgivet en lang række såkaldte spin-off-spil, det vil sige spil der ikke nødvendigvis foregår i samme område eller verden som hovedseriens spil og også indeholder en helt anden historie og nogle gange et andet koncept end disse. Disse spin-off-spil tæller blandt andet pinballspillene Pokémon Pinball, Pokémon Pinball Ruby og Pokémon Pinball Sapphire, samt andre spil såsom Pokémon Trading Card Game, Pokémon Puzzle Challenge og Pokémon Mystery Dungeon-serien samt Pokémon: Battle and Typing DS.
Spillene i hovedserien bliver primært udgivet til Nintendos håndholdte spillekonsoller, men der bliver fra tid til anden også udgivet spil til Nintendos TV-spillekonsoller. Til Nintendos spillekonsol Nintendo 64 blev udgivet Pokémon Stadium, Pokemon Stadium 2, Pokémon Snap, Pokémon Puzzle League og Hey You! Pikachu!, der dog desværre aldrig blev udgivet i Danmark. Til deres spillekonsol Nintendo GameCube udkom Pokémon Box, Pokémon Channel, Pokémon Colosseum og Pokémon XD: Gale of Darkness. Til Nintendo Wii sås udgivelsen af Pokémon Battle Revolution, My Pokémon Ranch, Poké Park Wii: Pikachu's Adventure og Poké Park 2: Wonders Beyond.
Værd at nævne er selvfølgelig også det infamøse mobiltelefonspil Pokémon GO, der bl.a. skabte ravage fordi det involverer spillerens interaktion med den virkelige verden og har forårsaget diverse trafikuheld og nogle gange endda dødsfald. Nogle mener dog, at Pokémon GO er skyld i en fornyet popularitet af Pokémon, og man kan måske snakke om at Pokémon er blevet et slags verdensfænomen 'for anden gang'.

## Tegnefilmsserien
Pokémon-franchiset består også af en populær Anime-tegnefilmsserie, der sendes på TV (eller i nyere tid på Streaming) og er baseret på konceptet introduceret i videospillene. 
Serien fik premiere i Japan den 1 april 1997 på TV Tokyo, hvor den fortsat kører den dag i dag. 
Den fik premiere i USA den 7 september 1998, først i rotation på flere forskellige TV-kanaler, bagefter som et fast indslag på den amerikanske børnekanal Kids' WB. Efterfølgende har den kørt på Cartoon Network, Boomerang og Disney XD. Siden 2020 sendes serien nu på Netflix.
I Danmark kunne vi for første gang få serien at se den 23 januar 2000 på TV 2. Fox Kids begyndte senere samme år sideløbende at køre serien. Efter at halvdelen af sæson 2 var blevet sendt, stoppede Danmark pludseligt med at sende serien og efterfølgende blev der i nogen tid ikke sendt flere afsnit af serien. Dette betød, at sæson 3 – 5 aldrig blev sendt på dansk TV og derfor heller ikke findes med dansk tale. Dette er til tider refereret til som Pokémon-pausen.
I 2004 fik serien dog overraskende genpremiere, da TV 2 begyndte at sende serien igen fra og med de sidste par afsnit af sæson 5. Fox Kids, nu under navnet Jetix, begyndte også at sende serien igen. Efter at sæson 8 var blevet sendt, valgte man på TV 2 at springe sæson 9 over og gå direkte videre til sæson 10 og starten af Diamond and Pearl-serien, men efter sæson 10 viste TV 2 dog alligevel den forbigåede sæson, og det betød at TV 2 var bagud i forhold til Jetix, der nu var blevet sammenlagt med Toon Disney under navnet Disney XD, og mens Disney XD fortsatte med at vise de nyere sæsoner, viste man på TV 2 sæson 9 og 10 på skift. 
I 2011 stoppede TV 2 fuldstændigt med at sende serien, hvorefter Disney XD overtog som den eneste distributør af TV-serien indtil 2014 hvor man kunne begynde at streame noget af serien på Netflix. 
I 2021 lukkede Disney XD dog ned i en række lande, herunder de nordiske lande, hvilket betyder at serien nu udelukkende kan streames på Netflix i Danmark.

### Sæsoner
| # | Sæson                        | Afsnit (DK)                 | Afsnit (US)                 |
| Pokémon Serien: Begyndelsen | Pokémon Serien: Begyndelsen  | Pokémon Serien: Begyndelsen | Pokémon Serien: Begyndelsen |
| --- | ---------------------------- | --------------------------- | --------------------------- |
| Ash Ketchum, en 10-årig dreng fra byen Pallet Town, bliver kvalificeret af den Officielle Pokémonliga til at blive Pokémon-træner, og Ash kan hermed få sin første Pokémon af den lokale Professor Oak. Uheldigvis sover han over sig natten før begivenheden, og kommer for sent til sin Pokémon, hvilket betyder at de tre, der er til rådighed, Bulbasaur, Charmander og Squirtle, allerede er blevet taget. Han plager Professor Oak så meget efter en Pokémon, at Oak til sidst giver ham en særlig Pokémon, Pikachu, der ikke kan lide at være inde i sin Poké Ball. Pikachu har svært ved at vende sig til Ash, men efter at Ash redder ham fra en flok Spearow, bliver de lynhurtigt bedste venner. Han møder siden hen Styrkecenterlederne Misty og Brock, der hjælper ham på sin færd til at blive Pokémon-mester, samt den skumle bande Team Rocket, der består af duoen Jessie, James og deres talende Pokémon Meowth, der beslutter sig for at stjæle Pikachu til deres boss Giovanni. Dette forpurres dog altid i sidste ende. Anden sæson fortsætter hvor første sæson sluttede. Ash har deltaget i Pokémonliga-konferencen og endte op i Top 16. Professor Oak beder ham løse en særlig opgave, nemlig at bringe ham en meget speciel og unik Poké Ball, kaldet GS Ball fra en bekendt Professor Ivy, der bor på det Orange-øhav. Ash beslutter sig dog for at deltage i denne regions Pokémonliga-konference inden han tager hjem igen. Man siger dog midlertidigt farvel til Brock, som bliver og hjælper Professor Ivy, men stifter til gengæld bekendtskab med Pokémon-vogteren Tracy som Ash, Pikachu og Misty følges med resten af sæsonen igennem det Orange-øhav. I slutningen af sæsonen rejser de tilbage til Pallet Town, hvor de møder Brock igen og Tracy forlader dem for at blive Professor Oaks assistent. |                              |                             |                             |
| 1 | Indigo League                | 80                          | 81                          |
| 2 | Adventures in Orange Islands | 25                          | 36                          |
| Pokémon Serien: Gold and Silver |                              |                             |                             |
| Ash og hans venner drager til Johto-regionen for at Ash kan fortsætte sin færd mod at blive Pokémonmester. Ligesom i Kanto-regionen rejser de rundt og samler emblemer, for at Ash kan deltage i Sølvstævnet, regionens Pokémonliga. De får givet GS Ball'en videre til Poke Ball-eksperten Kurt. Efter at Ash har deltaget i Sølvstævnet, skilles hans veje med Misty og Brock, og Ash og Pikachu drager videre mod Hoenn-regionen på egen hånd. The Johto Journeys og Johto League Champions er aldrig blevet vist i Danmark og findes derfor ikke med dansk tale. Ydermere er det kun de sidst 12 afsnit af Master Quest der findes på dansk |                              |                             |                             |
| 3 | The Johto Journeys           | 0                           | 41                          |
| 4 | Johto League Champions       | 0                           | 52                          |
| 5 | Master Quest                 | 12                          | 64                          |
| Pokémon Serien: Ruby and Sapphire |                              |                             |                             |
| Efter at være taget alene til Hoenn-regionen med Pikachu møder Ash May, som ligesom Ash også er blevet kvalificeret til at få sin allerførste Pokémon. Snart efter slutter Mays lillebror Max sig til dem, og senere vender Brock også tilbage. May finder ud af, at hun ikke vil være Pokémon-træner, men derimod Pokémon-koordinator og deltage i Pokémon-konkurrencer. Men udover at de stadig bliver forfulgt af Team Rocket, opdager Ash, at de slyngelagtige grupper Team Magma og Team Aqua begge er ude på problemer i regionen. Efter han har indsamlet alle 8 emblemer og deltaget i Hoenn-ligaen, vender Ash tilbage til hans hjemregion Kanto sammen med May, Max og Brock, hvor han denne gang kæmper i en ny udfordring "Battle Frontier" for til sidst at vinde denne. Han får muligheden for at blive en "Frontier Brain", men afslår. Man tager til sidst afsked med May, der fortsætter sit eget eventyr rundt i Johto, samt Max og Brock, der vender hjem. Ash beslutter sig for at rejse til Sinnoh-regionen alene for at deltage i en ny Pokémonliga-konference. |                              |                             |                             |
| 6 | Advanced                     | 40                          | 40                          |
| 7 | Advanced Challenge           | 52                          | 52                          |
| 8 | Advanced Battle              | 52                          | 52                          |
| 9 | Battle Frontier              | 47                          | 47                          |
| Pokémon Serien: Diamond and Pearl |                              |                             |                             |
| Ash rejser til Sinnoh-regionen, hvor han møder en ny ven fra regionen, den 10-årige pige Dawn, der også lige har fået sin første Pokémon. Han møder også sin gamle ven Brock igen. Dawn beslutter sig for at blive Pokémon-koordinator, da hendes mor er tidligere vinder af Den Store Festival. På deres rejse må de kæmpe mod de ondsindede Team Galactic samt den nederdrægtige Pokémon-jæger J, som stjæler Pokémon for at sælge dem videre på det sorte marked. Efter Ash's Pokémonliga-konference tager man afsked med Dawn, der bliver tilbage i Sinnoh, samt Brock der vender hjem for at blive Pokémon-doktor. |                              |                             |                             |
| 10 | Diamond and Pearl            | 51                          | 51                          |
| 11 | DP: Battle Dimension         | 52                          | 52                          |
| 12 | DP: Galactic Battles         | 52                          | 52                          |
| 13 | DP: Sinnoh League Victors    | 34                          | 34                          |
| Pokémon Serien: Black & White |                              |                             |                             |
| Efter at Ash er ankommet med Pikachu til Unova-regionen, møder han den mystiske pige Iris og senere Sal-lederen Cilan. Team Rockets Jessie, James & Meowth spiller her en lidt anderledes rolle da de bliver forfremmet af deres boss Giovanni for at fuldføre hemmelige missioner på deres organisations vegne. På Ash, Iris og Cilans rejse må de ligeledes kæmpe mod det ondsindede Team Plasma, der vil løsrive alle Pokémon fra deres trænere. Efter Ash's Pokémonliga-konference rejser han og hans venner rundt i andre nye dele af Unova, hvorefter man tager afsked med både Iris og Cilan. |                              |                             |                             |
| 14 | Black & White                | 48                          | 48                          |
| 15 | BW: Rivaliserende Skæbner    | 49                          | 49                          |
| 16 | BW: På Eventyr i Unova       | 45                          | 45                          |
| Pokémon Serien: XY |                              |                             |                             |
| Ash rejser til Kalos-regionen og møder Sal-lederen Clemont, hans lillesøster Bonnie, samt pigen Serena, som er hemmeligt forelsket i Ash. Serena finder ud af, at hun vil være Pokémon-artist og deltager i Pokémon-udstillinger, så hun kan blive udråbt som Kalos-dronning. På deres rejse må de kæmpe mod det ondsindede Team Flare, som er på jagt efter den legendariske Pokémon Zygarde og vil udrydde hele menneskeheden og skabe en ny, perfekt verden. De møder også træneren Alain, som Ash danner et nyt, tæt venskab med. Ash når til finalen i Kalos' Pokémonliga, hvilket er første gang Ash når til en finale i en Pokémonliga, men taber til Alain efter en tæt kamp mellem Ash's Greninja og Alain's Mega Charizard X. Efter Kalos-krisen og at være blevet inspireret af Ash, beslutter Alain at starte helt forfra og blive Professor Sycamores assistent igen. Man tager derefter afsked med både Alain, Clemont, Bonnie og Serena, der til sidst får givet Ash et kys farvel. |                              |                             |                             |
| 17 | XY                           | 48                          | 48                          |
| 18 | XY: Kalos-udfordringen       | 45                          | 45                          |
| 19 | XYZ                          | 48                          | 48                          |
| Pokémon Serien: Sol og Måne |                              |                             |                             |
| Efter et ferieophold i den tropiske Alola-region vælger Ash at blive tilbage efter feriens ende, for at deltage i den lokale Pokémon-skole og tage ø-udfordringen op. Dette for at Professor Kukuis drøm om at lave en Pokémonliga i Alola-regionen kan blive til virkelighed, da denne region ikke har en officiel Pokémonliga. Denne Pokémonliga bliver organiseret af ham, de 4 ø-kahunaer og Aether Paradiset. Ash når til finalen for anden gang i træk, og vinder Alola-ligaen hvilket marker, at det er første gang siden ligaen i det Orange-øhav, at Ash vinder en officiel Pokémonliga, hvilket også vil sige at han bliver Alola-regionens Pokémonmester, eftersom Alola ikke havde en regerende mester. |                              |                             |                             |
| 20 | Sol og Måne                  | 43                          | 43                          |
| 21 | Sol og Måne – Ultraeventyr   | 48                          | 48                          |
| 22 | Sol og Måne – Ultralegender  | 54                          | 54                          |
| Pokémon På Rejse: Serien |                              |                             |                             |
| Sammen med sin nye rejsekammerat Goh hjælper Ash Professor Cerise med at opklare mysterier om Pokémon i alle afkroge af Pokémon-verden, så de to rejser fra region til region i deres søgen på ny viden, Ash deltager i et Pokémon-verdensmesterskab for at få en omkamp med Galar-regionsmesteren og den førende monark Leon. |                              |                             |                             |
| 23 | På Rejse                     | 48                          | 48                          |
| 24 | Mesterrejser                 | 42                          | 42                          |
| 25 | Ultimative rejser            | 54                          | 54                          |
| Pokémon Horisonter: Serien |                              |                             |                             |
| her følger vi 2 nye hovedpersoner Pigen Liko og Drengen Roy som rejser rundt i den fantastiske pokemon verden sammen med en eventyr gruppe ved navn The Rising Volt Tacklers som ledes af Friede, men en ond gruppe ved navn Explores jager dem de er ude efter Likos Halvskæde ved uvedkommende årsager. |                              |                             |                             |
| 26 | Horisonter                   | Uvist                       | Uvist                       |

### Spillefilm
I forbindelse med den animerede TV-serie findes der også en række animerede spillefilm. Spillefilmene udgives på en årlig basis, og til og med den 19. film foregik de i den samme verden som serien. Fra film 20 og fremefter foregår filmene i en alternativ tidslinje, dog stadigvæk med Ash som hovedperson. De tre første Pokémonfilm blev vist i de danske biografer, men efterfølgende blev filmene kun udgivet direkte på hjemmevideo, vist på TV eller streamet online. En undtagelse til dette er den 20. film, som er den første i den alternative kontinuitet. Denne film blev vist i CinemaxX-biografer den 5. og 6. november 2017, dog kun med engelsk tale. den 22. film  er en 3D-animeret genindspilning af den allerførste Pokémonfilm. 
I Danmark, sammen med resten af de nordiske lande, er den 8. og den 9. film aldrig blevet udgivet og findes derfor ikke med dansk tale.

#### Stemmer
| Rolle       | Dansk stemme |
| ----------- | --- |
| Ash Ketchum | Mathias Klenske |
| Misty       | Lulu Jacobsen (sæson 1-2, film 1-4 og 22, Mewtwo Vender Tilbage) Annevig Schelde Ebbe (sæson 5 og 8, film 5) Simone Drechsler (sæson 7) |
| Brock       | Peter Holst-Beck |
| Jessie      | Ann Hjort |
| James       | Thomas Kirk |
| Meowth      | Peter Zhelder |
| Tracey      | Timm Mehrens (sæson 2, film 2) Mikkel Christensen (sæson 5-nu)                                                                          |
| May         | Annevig Schelde Ebbe |
| Max         | Mikkel Boe Følsgaard |
| Dawn        | Annevig Schelde Ebbe |
| Iris        | Malene Tabert |
| Cilan       | Sonny Lahey |
| Serena      | Clara Rugaard-Larsen (sæson 17) Josephine S. Ellefsen (sæson 17-19)                                                                     |
| Clemont     | Alex Høgh Andersen (sæson 17-18) Silas Phillipson (sæson 19)                                                                            |
| Bonnie      | Mia Aunbirk |
| Goh         | Helmer Solberg |

## Pokémon Trading Card Game
Pokémon-samlekortene, officielt kendt under navnet Pokémon Trading Card Game eller blot Pokémon TCG, er et samlekortspil med et mål lig dét, man ser i spillene. Spillerne bruger Pokémon-kort, som her hver deres styrker og svagheder, i et forsøg på at besjre modstandernes Pokémon-kort. Spillet blev i vesten udgivet af Wizards of the Coast i 1999. Med udgivelsen af Pokémon Ruby og Sapphire Game Boy Advance-spillene, overtog the Pokémon Company rollen som udgiver fra Wizard of the Coast. Expedition-udvidelsen introducerede Pokémon-e-kort, hvormed kortene (for det meste) var kompatible med Nintendo e-Reader-enheden. Nintendo ophørte udgivelsen af e-Reader-kombatible kort fra og med udgivelsen af FireRed og LeafGreen. Gennem årene har spillet ændret sig og introduceret nye spilmekanikker i form af nye slags kort så som EX-kort i Ruby og Sapphire-serien, Level X-kort i Diamond og Pearl-serien og LEGEND-kort i HeartGold og SoulSilver-serien
I 1998 udgave Nintendo i Japan en Game Boy Color-udgave af kortspillet Pokémon Trading Card Game, der senere blev udgivet i USA og Europa i 2000. Spillet inkluderede digitale udgaver af kortene fra det originale kort-sæt og de to følgende udvidelser (Jungle og Fossil) såvel som adskillelige kort, der var eksklusive til spillet. En efterfølger blev udgivet i Japan i 2001. Pokémon TCG Online udkom først som et browserspil i 2011 men er sidenhen blevet lanceret på forskellige platforme så som PC, Mac, iOS og Android.

## Manga
Der er forskellige manga-serier baseret på Pokémon-universet. Ingen af disse er blevet udgivet i Danmark, men på engelsk er flere af dem udgivet af det amerikanske forlag Viz Media, mens flere er blevet udgivet af i Singapore af forlaget Chuang Yi. Manga-serierne er baseret på alt fra spillene og TV-serien til spillekortene. Originale historier separat fra disse er også blevet skabt af flere forskellige forfattere og kunstnere. De fleste Pokémon-mangaer adskiller sig markant fra hinanden og andre medier. Pokémon Pocket Monsters og Pokémon Adventures (udgivet i Japan som Pocket Monsters Special) er de to mangaer, der har været i produktion siden den første generation.
De fleste manga-serier er skabt som promotionsmateriale til spin-off-spil, så som Pokémon Mystery Dungeon: Ginji's Rescue Team og Pokémon Ranger the Comic: Double Mission. Disse serier bliver oftest kun udgivet i Japan, og til tider enkelte lande, da de som regel anses som værende blot til promovering af deres kildemateriale, og man derfor ikke forventer at de vil være licenserings- og lokaliserings-omkostningerne værd. Det er også normalt at disse manga-serier i Japan kun bliver udgivet ugentligt i et magasin uden at blive samlet sammen i et bind efterfølgende af samme årsag. Disse udgivelser følger ofte kildematerialet tæt, og viger sjældent fra deres kildemateriale, i modsætning til andre serier, som ikke er direkte baseret på noget spil, men i stedet tager inspiration fra dem.
Yderligere er der manga-serier, som hverken er baseret på eller tager inspiration fra andet kildemateriale, men fortæller deres egne historier på egen præmis. Et eksempel herpå er Pocket Monsters RéBURST, som er en shonen-manga, der omhandler drengen Ryouga og hans venner Miruto og Yappy, der modsætter sig den onde organisation Great Gavel. Unikt for denne serie er, at karaktererne har evnen kaldet Burst, som lader dem fusionere med en Pokémon.

## Pokémon-verdenen
Historierne om Pokémon udspiller sig over en specifik region i Pokémon-universet som er baseret på steder fra den virkelige verden. Hver region har sine egne styrkecentre, eller sale, og sin helt egen Pokémonliga. Når man målet, som er at dyste mod og besejre alle 8 styrkecenter/sal-ledere og modtage et emblem fra hver, kan man komme med i den pågældende regions Pokémonliga-konference, hvor man får æren af at dyste mod Elitekvartetten, som er en gruppe af nogle af de bedste Pokémon-trænere i regionen. Besejres alle fire, skal man dyste mod regionens Champion, som er regionens ultimativt stærkeste Pokémon-træner. Vinder man denne kamp, bliver man selv kåret som Champion.
Regionerne er baseret på områder i den virkelige verden, de fire første er egne i Japan, Kanto-regionen svarer f. eks. til Kantō i Japan. Senere regioner er baseret på globale lokationer såsom Unova (New York City i USA).